# Wray 16-423
Pour les articles homonymes, voir Wray.
Wray 16-423, ou ESO 459-17, est une nébuleuse planétaire. Connue depuis 1966, elle fait partie avec He 2-436 des deux premières nébuleuses planétaires identifiées en 1996 comme faisant partie de la galaxie naine sphéroïdale du Sagittaire (SagDEG), cette identification ayant eu lieu en 1996. Comme nombre d'objets appartenant à cette galaxie, elle était connue bien avant la découverte de la galaxie SagDEG elle-même : cette galaxie est en effet située dans une direction proche du centre galactique et est difficilement distinguable des étoiles de notre propre Galaxie située en avant-plan. La mise en évidence de l'appartenance de Wray 16-423 à cette galaxie satellite de la nôtre a été effectuée par la mesure de sa vitesse radiale (environ 140 kilomètres par seconde), qui diffère notablement de la vitesse radiale type des étoiles de notre propre Galaxie. 

## Localisation
Wray 16-423 est séparée du centre de la galaxie du sagittaire par 6 ou 7 degrés. Elle est située à mi-distance de deux des amas globulaires connus de SagDEG, Arp 2 et Terzan 7, approximativement à l'est de SagDEG, ce qui en fait un objet moins excentré que sa consœur He 2-436, située plus au sud-est.

## Propriétés
Le diamètre angulaire de Wray 16-423 est d'une seconde d'arc. Située comme sa galaxie hôte à 25 kiloparsecs du Système solaire, sa taille physique correspond à 0,09 parsec. Son abondance en divers éléments chimiques (oxygène, néon, argon) est supérieure à celle du Soleil, mais semblable à He 2-436 et à celle des nébuleuses planétaires de la galaxie naine du Fourneau.